# Благодатне (Шабівська сільська громада)
Благода́тне — село Шабівської сільської громади в Білгород-Дністровському районі Одеської області, Україна.

## Історія
Поселення було засноване наприкінці XVII століття турками, засновником був Кай тому перша назва була Каябей, потім в 40-х було перейменоване на Благодатне. Населення становить 148 осіб.

## Населення
Згідно з переписом 1989 року населення села становило 242 особи, з яких 103 чоловіки та 139 жінок.
За переписом населення 2001 року в селі мешкала 241 особа.

### Мова
Розподіл населення за рідною мовою за даними перепису 2001 року:
| Мова       | Відсоток |
| ---------- | -------- |
| українська | 92,95 %  |
| молдовська | 4,15 %   |
| російська  | 1,66 %   |
| болгарська | 0,83 %   |